# Zaïde (roman)
Pour les articles homonymes, voir Zaïde.
Ne doit pas être confondu avec Zaïre (Voltaire).
Zaïde est un roman de Marie-Madeleine de La Fayette publié en 1671. 

## Contexte
Son secrétaire Jean Regnault de Segrais y a certainement contribué en fournissant les matériaux et l'agencement du roman, mais c'est bien Madame de La Fayette qui l'a rédigé, comme nous l'apprend sa correspondance avec Pierre-Daniel Huet.
Édité en deux volumes (1670-1671), le roman est précédé d'un essai Traité de l'origine des romans dû à Pierre-Daniel Huet. La Rochefoucauld a probablement collaboré à l'œuvre.  

## Sujet
L'action se situe en Espagne au IXe siècle et conte les amours de Consalve, fils du comte de Castille, et de Zaïde, fille d'un prince musulman converti au catholicisme. La documentation nécessaire pour évoquer l'Espagne doit beaucoup à l'Histoire des guerres civiles de Grenade de Ginés Pérez de Hita traduite en français en 1608. L'œuvre comporte de nombreuses digressions, contrairement à la concision dont fait preuve Madame de La Fayette dans son roman phare La Princesse de Clèves, mais reste supérieure au roman galant de la même époque.

## Réception
Le livre connut un succès rapide et durable, ce dont témoignent les nombreuses rééditions.